# Nils Gabriel Sefström
Nils Gabriel Sefström (Ilsbo, 2 de juny de 1787 - Estocolm, 30 de novembre de 1845), va ser un químic suec.

## Biografia
Va ser estudiant i deixeble de Berzelius i mentre estudiava minerals associats a l'acer, va descobrir l'element que va anomenar vanadi. No obstant això, el mateix element havia estat descobert anteriorment per l'espanyol-mexicà Andrés Manuel del Río Fernández a Ciutat de Mèxic el 1801, que el va nomenar eritrono (encara que molts erròniament diuen eritronio). Friedrich Wöhler després va confirmar que vanadi i eritronio eren la mateixa substància. Malgrat això, el nom acceptat oficialment és vanadi. Sefström va donar aquest nom en homenatge a Vanadis, deessa escandinava de l'amor i la bellesa.